# Debregeasia elliptica
Debregeasia elliptica är en nässelväxtart som beskrevs av C.J. Chen. Debregeasia elliptica ingår i släktet Debregeasia och familjen nässelväxter. Inga underarter finns listade i Catalogue of Life.